# Murène de Californie
Gymnothorax mordax
Espèce
La murène de Californie (Gymnothorax mordax) est une espèce de poissons de la famille des murènes. On la trouve dans l'océan Pacifique.

## Description
La murène de Californie peut atteindre une taille de 152 cm. Comme les autres espèces de murènes, elle ne possède pas de nageoires pelviennes, de nageoires pectorales et d'écailles. 
Souvent marbrée, elle peut également avoir une teinte brune ou verte.
Leur fente operculaire étant très étroite, Gymnothorax mordax doit constamment ouvrir et fermer sa bouche pour pouvoir respirer.

## Distribution
La murène de Californie se trouve en Californie, aux îles Galápagos, aux États-Unis et au Mexique.